# Šenkovec (żupania medzimurska)
Šenkovec – wieś w Chorwacji, w żupanii medzimurskiej, w gminie Šenkovec. W 2011 roku liczyła 2466 mieszkańców.